# Набоковская дюжина
Набоковская дюжина или Nabokov’s Dozen — второй англоязычный сборник рассказов Владимира Набокова, был издан уже после публикации «Лолиты» и «Пнина», романов, принесших славу их автору. В него вошли 13 рассказов, в том числе все 9 английских и переводных рассказов из сборника 1947 года «Nine Stories», изданного New Directions, а также и 4 новых англоязычных рассказа:152.
Продолжительные и весьма неровные взаимоотношения Набокова с издательством Doubleday начались с того, что осенью 1943 года Эдмунд Уилсон предложил ему совместно написать книгу по русской литературе для этого издательства, предполагалось, что Уилсон напишет вступительные статьи, а Набоков сделает переводы:82 (проект не был осуществлён). В январе 1944 года жена Набокова, Вера, настояла на том, чтобы он оторвался от энтомологических исследований, закончил пробные первые четыре главы нового романа и отправил их в «Doubleday»:84 (много позднее роман обрёл название «Под знаком незаконнорождённых» и был опубликован в другом издательстве). В октябре 1946 Набоков сообщил «Doubleday» о его планах написать «автобиографию нового вида, или, скорее, новый гибрид между нею и романом…»:136. В середине февраля 1955 «Doubleday» вернул Набокову рукопись «Лолиты», отказвшись печатать опасный роман. Первый американский вариант автобиографии под названием «Conclusive Evidence» был опубликован в 1951 году не в «Doubleday», а в издательстве «Harper & Brothers». Весной 1955 года возник план, что Дмитрий Набоков вместе с отцом будут переводить для издательства «Doubleday» «Героя нашего времени», в результате весной и летом 1956 года Набоков с женой спешно заканчивали перевод за сына:322, 357. Летом 1956 года Набоков был готов подписать с «Doubleday» договор на издание аннотированной «Анны Карениной», ещё более его привлекло предложение издательства написать книгу о бабочках. Набоков сулил, что у него «получилось бы фантастическое слияние науки, искусства и увлекательности»:357, оба проекта не были осуществлены. И наконец в августе 1956 «Doubleday» заключило договор на издание «Пнина», который благополучно вышел в свет 7 марта 1957 года:358, 370. С октября 1957 года Джейсон Эпстайн, один из ведущих редакторов «Doubleday», стал готовиться к публикации в США "Лолиты, уже вышедшей во Франции, но запрещенной в Америке. Одновременно он готовился и к судебному процессу по защите свободы слова, который с неизбежностью должен был последовать:360. Вскоре «Doubleday» сообщило, что готово заключить договор, но его условия не устроили франзуского издателя:361. В конце марта 1957 года Набоков послал Дж. Эпстайну, предложившему подписать договор на следующий роман, раз с «Лолитой» ничего не получается, план романа «Бледный огонь», который при этом разительно отличался от того, что был опубликован под этим названием 5 лет спустя:368 (эта публикация в «Doubleday» также осталась не осуществленной). Предполагают, что когда в 1958 году издательство всё же не смогло опубликовать «Лолиту», Эпстайн ушёл из «Doubleday» в знак протеста, однако биограф Набокова считает, что неудача с «Doubleday» связана прежде всего с неуступчивостью и жадностью французского издателя Лолиты:429.
Таким образом, сборник рассказов «Набоковская дюжина» — это лишь третья и последняя книга Набокова в издательстве «Doubleday».
Сборник включает:
- «Spring in Fialta» (перевод Набокова и Петра Перцова рассказа «Весна в Фиальте»)
- «A Forgotten Poet» (Забытый поэт[a])
- «First Love» (Первая любовь)
- «Signs and Symbols» (Знаки и символы)
- «The Assistant Producer» (Помощник режиссёра[b])
- «The Aurelian» (перевод Набокова и Петра Перцова рассказа «Пильграм»)
- «Cloud, Castle, Lake» (перевод Набокова и Петра Перцова рассказа «Облако, озеро, башня»)
- «Conversation Piece, 1945» (Групповой портрет, 1945[c])
- «That in Aleppo Once…» (Как-то раз в Алеппо…[d])
- «Time and Ebb» (Превратности времён[e])
- «Scenes from the Life of a Double Monster» (Сцены из жизни двойного чудовища. Сцены из жизни сросшихся близнецов[f])
- «Mademoiselle O» (перевод с французского Владимира Набокова и Хильды Уорд)
- «Lance» (Ланс[g])

Позднее все рассказы, вошедшие в сборник, были включены в посмертный сборник рассказов Набокова «The Stories of Vladimir Nabokov».

## Комментарии
1. ↑  Написан в мае 1944 г. Впервые опубликован в «Atlantic Monthly» в октябре 1944 г.[3] Рассказ переведён на русский не менее 4-х раз: М. Мейлахом в 1988 г. (1 изд.),  С. Ильиным в 1994 г. (1 изд.), Д. Чекаловым в 2000 г. (4 изд.), Г. Барабтарло в 2001 г. (4 изд.)[4].
2. ↑  Написан в январе 1943 года, первый рассказ Набокова, написанный на английском. Опубликован в журнале «Atlantic Monthly», май 1943. Рассказ был переведён на русский не менее 4-х раз, перевод заглавия варьирует: "Второй режиссёр" —  И. Бернштейн, 1993 (1 изд.);  "Помощник режиссера" — С. Ильин, 1997 (1 изд.);  "Ассистент режиссера; Помощник режиссера" — Д. Чекалов, 2001 (3 изд.); "Ассистент режиссера; Помощник режиссера" — Г. Барабтарло, 2001 (4 изд.)[5].
3. ↑  Рассказ написан в марте-апреле 1945 года и опубликован журналом «New Yorker» 23 июня 1945 года под названием «Double Talk» (Двуличный разговор[1]:104), под тем же названием он включён в сборник "Девять рассказов", New Directions, 1947. В сборнике «Набоковская дюжина» и во всех последующих название было изменено на «Conversation Piece, 1945». Переведён на русский язык не менее 3-х раз. Установившегося варианта перевода заглавия нет: "Групповой портрет, 1945" — С. Ильин, 1991 (2 изд.); "Образчик разговора, 1945" — Д. Чекалов, 2001 (3 изд.); "Жанровая картина, 1945 г.; Жанровая сцена, 1945 г." — Г. Барабтарло, 2001 (4 изд.)[6].
4. ↑  Рассказ написан в мае 1943 года. Журнал «Atlantic Monthly» опубликовал его в ноябре того же года. Переведён на русский не менее 5 раз. Заглавие не имеет устойчивого перевода: "Как-то раз в Алеппо..." — М. Мейлах, 1988 (1 изд), С. Колотов, 1991 (1 изд.). С. Ильин, 1997 (1 изд.); "Как там, в Алеппо..." — Д. Чекалов, 2001 (3 изд.); "Что как-то раз в Алеппо..." — Г. Барабтарло, 2001 (4 изд.)[7].
5. ↑  Рассказ написан в сентябре 1944 г. Журнал «Atlantic Monthly» опубликовал его в январе 1945 г. Заглавие не имеет устойчивого перевода: "Превратности времен" — С. Ильин, 1991 (2 изд.); "Время и забвение" — Д. Чекалов, 2001 (3 изд.); "Быль и убыль" — Г. Барабтарло, 2001 (4 изд.)[8]. Переводчик Геннадий Барабтарло отмечает, что: "Буквальный перевод названия (Time and Ebb), «Время и отлив», не передал бы подразумеваемой игры, заключающейся в ожидании привычного «Tide and Ebb», «прилив и отлив» — как если бы кто по-русски сказал «пень и ночь». В рукописи, хранящейся в архиве Эдмунда Вильсона, разсказ называется «Time in Ebb».[9]"
6. ↑  Публикация в сборнике первая для данного рассказа. Он был написан в октябре 1950 года, но Кетрин Уайт, редактор «Нью-Йоркера» отказалась его публиковать (письмо от 16 ноября 1950). Это первая часть трилогии о сиамских близнецах, три части которой должны были составить роман, но вторая и третья никогда не были написаны[1]:204. Переведён на русский язык не менее 3-х раз. Установившегося варианта перевода заглавия нет: "Сцены из жизни двойного чудища" — С. Ильин, 1997 (1 изд.); "Фрагменты из жизни чудовищной двойни" — Д. Чекалов, 2001 (3 изд.); "Двуглавая невидаль. Сцены из жизни сросшихся близнецов"; "Сцены из жизни сиамских уродцев" — Г. Барабтарло, 2001 (4 изд.)[10]
7. ↑  Написан Набоковым в сентябре 1951 года, 2 февраля 1952 года напечатан в журнале «New Yorker». Переведён на русский язык не менее 3-х раз:  С. Ильиным в 1995 году (2 изд.); Д. Чекаловым в 2001 (3 изд.) и Г. Барабтарло тоже в  2001 (4 изд.)[11]